# Monete euro estoni
     Zona euro
     UE appartenenti agli AEC II
     UE appartenenti agli AEC II con deroga
     UE non appartenenti agli AEC II
     Non UE che usano bilateralmente l'euro
     Non UE che usano unilateralmente l'euro
Le monete euro estoni circolano dal 1º gennaio 2011.

## Storia
L'Estonia è stato il primo fra i dieci nuovi stati membri dell'Unione europea del 2004 ad aver scelto il disegno nazionale degli euro da parte della popolazione estone tramite una votazione pubblica in un programma televisivo, tra dieci possibili proposte.
Alla fine della votazione, nel dicembre 2004 è stato selezionato un unico disegno per tutti i tagli, realizzato da Lembit Lõhmus e raffigurante una mappa dell'Estonia con l'anno di conio al di sopra di essa e la scritta EESTI (Estonia in estone) al di sotto; il tutto è circondato dalle dodici stelle della bandiera dell'Unione europea.
Le monete euro estoni sarebbero dovute entrare in circolazione a partire dal 1º gennaio 2007, ma la data è stata posticipata al 2011, come dichiarato dal primo ministro estone, a causa del mancato raggiungimento da parte dell'Estonia dei valori di inflazione richiesti.
Nel gennaio 2010 il ministro delle Finanze estone ha dichiarato che "l'Estonia è già pronta ad aderire alla moneta unica".
Il 12 maggio 2010 la Commissione europea ha dato il via libera all'entrata dell'Estonia nell'Euro a partire dal 1º gennaio 2011. Tale via libera è stato approvato dalla riunione dell'Ecofin dell'8 giugno.
Il presidente dell'Eurogruppo Jean-Claude Juncker ha dichiarato: «Abbiamo riconosciuto i risultati impressionanti dell'Estonia nel rispettare i criteri di convergenza. Quindi l'Estonia sarà il 17º membro della zona euro dal primo gennaio 2011».
Questa decisione è stata approvata dal Consiglio europeo, riunito a Bruxelles, il 17 giugno.
Infine, in data 13 luglio 2010, i Ministri dell'Economia dell'Ecofin hanno sancito definitivamente l'ingresso dell'Estonia nella zona euro a partire dal 1º gennaio 2011, con un tasso di cambio fissato irrevocabilmente a 1 euro contro 15,6466 corone. Il paese baltico-ugro-finnico è divenuto il diciassettesimo stato dell'Unione europea ad adottare la moneta unica.
Le monete sono emesse dalla zecca finlandese.

## Faccia nazionale
| € 0,01                 | € 0,02                 | € 0,05 |
| ---------------------- | ---------------------- | --- |
|                        |                        | |
| Una mappa dell'Estonia |                        | |
| € 0,10                 | € 0,20                 | € 0,50 |
|                        |                        | |
| Una mappa dell'Estonia |                        | |
| € 1,00                 | € 2,00                 | Bordo 2 euro                                                                                                   |
|                        |                        | |
| Una mappa dell'Estonia | Una mappa dell'Estonia | La sequenza "EESTI" ("Estonia" in Estone) ripetuta due volte, intervallata da "O" e alternativamente capovolta |

## Zecche
Le monete sono coniate dalla:
| Anno | Emissioni regolari                            | 2 euro commemorativi                                                                         | Segno della zecca |
| ---- | --------------------------------------------- | -------------------------------------------------------------------------------------------- | ----------------- |
| 2011 | Suomen Rahapaja (zecca finlandese)            | Suomen Rahapaja (zecca finlandese)                                                           | Nessuno           |
| 2012 | Koninklijke Nederlandse Munt (zecca olandese) | Zecca Di Berlino                                                                             | Nessuno           |
| 2015 | Lietuvos monetų kalykla (zecca lituana)       | Lietuvos monetų kalykla (zecca lituana)                                                      | Nessuno           |
| 2016 | Suomen Rahapaja (zecca finlandese)            | Lietuvos monetų kalykla (zecca lituana)                                                      | Nessuno           |
| 2017 | Suomen Rahapaja (zecca finlandese)            | Lietuvos monetų kalykla (zecca lituana)                                                      | Nessuno           |
| 2018 | Lietuvos monetų kalykla (zecca lituana)       | Lietuvos monetų kalykla (zecca lituana)                                                      | Nessuno           |
| 2019 | Mincovňa Kremnica (zecca slovacca)            | Mincovňa Kremnica (zecca slovacca) e Lietuvos monetų kalykla (zecca lituana) per il 2€ Tartu | Nessuno           |

## Quantità monete coniate
|                                                                                     | Divisionali FDC | Divisionali FS | € 0,01     | € 0,02     | € 0,05     | € 0,10     | € 0,20     | € 0,50     | € 1,00     | € 2,00     |
| Circolanti                                                                          | Circolanti      | Circolanti     | Circolanti | Circolanti | Circolanti | Circolanti | Circolanti |            |            |            |
| ----------------------------------------------------------------------------------- | --------------- | -------------- | ---------- | ---------- | ---------- | ---------- | ---------- | ---------- | ---------- | ---------- |
| 2011                                                                                | 50.000          | 3.500          | 32.000.000 | 30.000.000 | 30.000.000 | 30.000.000 | 25.000.000 | 20.000.000 | 16.000.000 | 11.000.000 |
| 2012                                                                                | 0               | 0              | 25.000.000 | 25.000.000 | /          | /          | /          | /          | /          | /          |
| 2013                                                                                | 0               | 0              | /          | /          | /          | /          | /          | /          | /          | /          |
| 2014                                                                                | 0               | 0              | /          | /          | /          | /          | /          | /          | /          | /          |
| 2015                                                                                | 0               | 0              | 14.000.000 | 17.100.000 | /          | /          | /          | /          | /          | 350.000    |
| 2016                                                                                | 20.000          | 0              | 20.000     | 20.000     | 20.000     | 20.000     | 20.000     | 20.000     | 20.000     | 500.000    |
| 2017                                                                                | 0               | 0              | 29.000.000 | 9.000.000  | 4.550.000  | /          | 3.250.000  | /          | /          | 1.500.000  |
| 2018                                                                                | 5.000           | 0              | 500.000    | 8.500.000  | 4.500.000  | 500.000    | 4.000.000  | 500.000    | 500.000    | 500.000    |
| 2019                                                                                | 0               | 0              | 10.000.000 | /          | /          | /          | /          | /          | /          | /          |
| 2020                                                                                | 0               | 0              | /          | 2.000.000  | /          | /          | 1.500.000  | /          | /          | 1.750.000  |
| 2021                                                                                | 0               | 0              | /          | 8.000.000  | /          | /          | 2.000.000  | /          | /          | /          |
| 2022                                                                                | 7.500           | 0              | 10.000.000 | /          | 4.200.000  | 2.800.000  | /          | /          | /          | /          |
| 2023                                                                                | 0               | 0              | /          | /          | 5.600.000  | 4.200.000  | 4.890.000  | /          | /          | 990.000    |
| 2024                                                                                | 0               | 0              | /          | /          | /          | /          | /          | /          | /          | /          |
| / = non emessa, ? = finora sconosciuto, * = emessa solo nelle divisionali ufficiali |                 |                |            |            |            |            |            |            |            |            |

## 2 euro commemorativi
| Immagine | Anno | Tema                                                                                 | Tiratura  | Emissione        | Incisore                     |
| -------- | ---- | ------------------------------------------------------------------------------------ | --------- | ---------------- | ---------------------------- |
|          | 2012 | 10º anniversario della circolazione di banconote e monete in euro (emissione comune) | 2.000.000 | 2 febbraio 2012  | Helmut Andexlinger           |
|          | 2015 | 30º anniversario della Bandiera europea (emissione comune)                           | 350.000   | 10 dicembre 2015 | Georgios Stamatopoulos       |
|          | 2016 | 100º anniversario della nascita di Paul Kérès                                        | 500.000   | 7 gennaio 2016   | Riho Luuse                   |
|          | 2017 | Cammino dell'Estonia verso l'indipendenza                                            | 1.500.000 | 26 giugno 2017   | Jaan Meristo                 |
|          | 2018 | 100º anniversario della fondazione degli stati baltici indipendenti                  | 500.000   | 31 gennaio 2018  | Justas Petrulis              |
|          | 2018 | 100º anniversario della Repubblica d'Estonia                                         | 1.317.800 | 19 febbraio 2018 | Ionel Lehari e Meelis Opmann |
|          | 2019 | 150º anniversario del primo Festival della canzone estone                            | 1.000.000 | 29 maggio 2019   | Grete-Lisette Gulbis         |
|          | 2019 | 100º anniversario della fondazione dell'Università di Tartu                          | 1.000.000 | 19 novembre 2019 | Indrek Ilves                 |
|          | 2020 | 200º anniversario della scoperta dell'Antartide                                      | 750.000   | 27 gennaio 2020  | Tiiu Pirsko e Mati Veermets  |
|          | 2020 | 100º anniversario del Trattato di Tartu                                              | 1.000.000 | 1º febbraio 2020 | Ivar Sakk                    |
|          | 2021 | Popoli ugrofinnici                                                                   | 1.000.000 | 16 giugno 2021   | Al Paldork e Madis Põldsaa   |
|          | 2021 | Il lupo, animale nazionale dell’Estonia                                              | 1.000.000 | 20 ottobre 2021  | Maria Meos                   |
|          | 2022 | 150º anniversario della Società letteraria estone                                    | 1.000.000 | 9 marzo 2022     | Riho Luuse                   |
|          | 2022 | 35º anniversario dell'istituzione del Progetto Erasmus (emissione comune)            | 1.000.000 | 1º luglio 2022   | Joaquin Jimenez              |
|          | 2022 | Slava Ukraini                                                                        | 2.000.000 | 8 luglio 2022    | Daria Titova                 |
|          | 2023 | L'uccello nazionale estone, la rondine comune                                        | 1.000.000 | 12 maggio 2023   | Kaupo Kangro                 |
|          | 2024 | Fiore nazionale estone - il fiordaliso                                               | 1.000.000 | 21 maggio 2024   | Kaupo Kangro                 |
|          | 2025 | 500º anniversario del primo libro in lingua estone                                   | 850.000   | 30 gennaio 2025  | Svetlin Balezdrov            |